# Eparchie Saint Maron in Brooklyn
Die Eparchie Saint Maron of Brooklyn (lateinisch Eparchia Sancti Maronis Bruklyniensis Maronitarum) ist eine in den USA gelegene Eparchie der maronitischen Kirche mit Sitz in Brooklyn. Sie umfasst die Bundesstaaten: North Carolina, South Carolina, Connecticut, Delaware, Florida, Georgia, Maine, Maryland, Massachusetts, New Hampshire, New Jersey, New York, Pennsylvania, Rhode Island, Vermont und Virginia und den District of Columbia.

## Geschichte
Papst Paul VI. gründete das Apostolische Exarchat der Vereinigten Staaten von Amerika mit der Apostolischen Konstitution Cum supremi am 10. Januar 1966. 

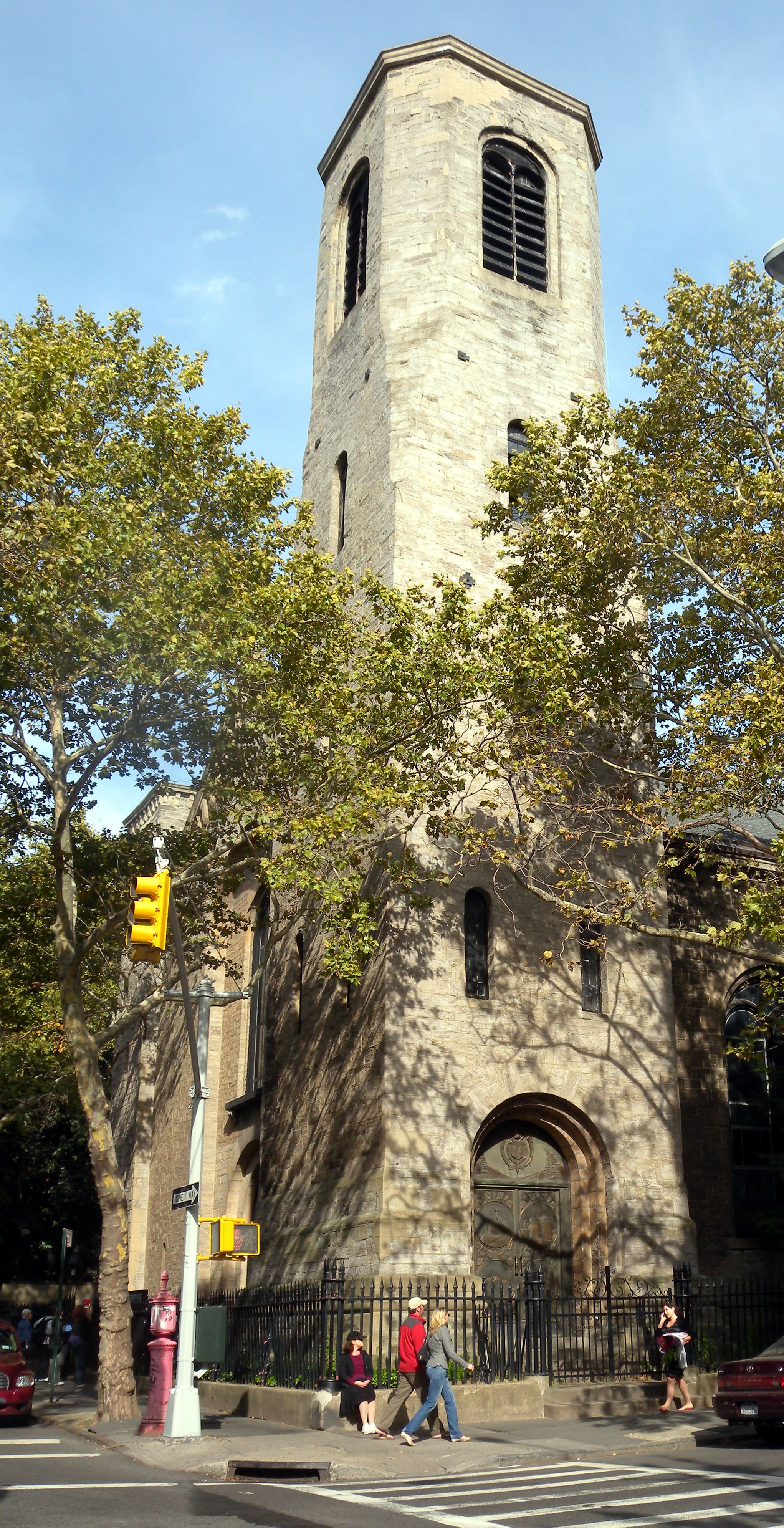
Our Lady of Lebanon Maronite Cathedral

Am 29. November 1971 wurde das Exarchat zur Eparchie erhoben und nahm den Namen Eparchie Saint Maron of Detroit an. Am 27. Juni 1977 wurde der Sitz nach Brooklyn verlegt und der heutige Name eingeführt.
Einen Teil ihres Territoriums verlor die Eparchie, die bis dahin die gesamten Vereinigten Staaten umfasste, am 12. März 1994 an die neu errichtete Eparchie Our Lady of Lebanon in Los Angeles.

## Ordinarien

### Apostolischer Exarch der Vereinigten Staaten von Amerika
- Francis Mansour Zayek (27. Januar 1966 bis 29. November 1971)

### Bischof von Saint Maron of Detroit
- Francis Mansour Zayek (29. November 1971 bis 27. Juni 1977)

### Bischöfe von Saint Maron of Brooklyn
- Francis Mansour Zayek  (27. Juni 1977 bis 11. November 1996, emeritiert)
- Stephen Hector Youssef Doueihi (11. November 1996 bis 10. Januar 2004, emeritiert)
- Gregory John Mansour, seit dem 10. Januar 2004